# Lorenz Fischer (Soziologe)
Lorenz Fischer (* 28. April 1944) ist ein deutscher Soziologe und Sozialpsychologe.

## Leben
Nach dem Abschluss 1971 des Studiums der Soziologie, Sozialpsychologie und Volkswirtschaft in Kiel und Köln: Dipl. Vw. sozw. Richtung, der Promotion 1976 und der Habilitation 1985 hatte er Professuren an den Universitäten/Hochschulen Köln, Gießen und Güstrow inne. Seit 1992 war er Universitätsprofessor für Wirtschafts- und Sozialpsychologie
an der Universität zu Köln.

## Schriften (Auswahl)
- Die Wirkungen der Institutionalisierung auf das Selbstbild alter Menschen. Köln 1976, ISBN 3-412-04076-2.
- Strukturen der Arbeitszufriedenheit. Zur Analyse individueller Bezugssysteme. Göttingen 1989, ISBN 3-8017-0341-X.
- mit Dieter Brauns und Frank Belschak: Zur Messung von Emotionen in der angewandten Forschung. Analysen mit den SAMs – self assessment manikin. Lengerich 2002, ISBN 3-936142-49-1.
- mit Günter Wiswede: Grundlagen der Sozialpsychologie. München 2009, ISBN 978-3-486-58756-2.